# كارلا سينوريس
كارلا سينوريس (بالإيطالية: Carla Signoris)‏ هي مقدمة تلفزيونية وممثلة إيطالية، ولدت في 10 أكتوبر 1960 بجنوة في إيطاليا.

## وصلات خارجية
- كارلا سينوريس على موقع IMDb (الإنجليزية)
- كارلا سينوريس على موقع ألو سيني (الفرنسية)
- كارلا سينوريس على موقع أول موفي (الإنجليزية)
- كارلا سينوريس على موقع قاعدة بيانات الفيلم (الإنجليزية)
- كارلا سينوريس على موقع كينوبويسك (الروسية)